# Hej hej ułani

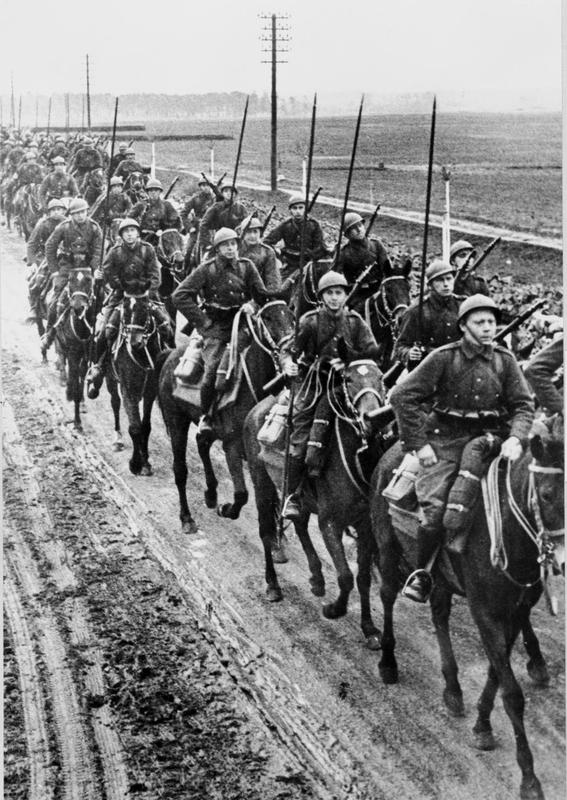
Uhlans polonais durant l'entre-deux-guerres.

Hej hej ułani – ou Hej hej ułani, malowane dzieci (« Hey, hey, les uhlans, enfants colorés ») – est une chanson militaire polonaise d’auteur anonyme, écrite au XIXe siècle.
La chanson, assez humoristique, raconte l'amour et de l'adoration exceptionnels des femmes pour les uhlans. Les chercheurs pensent que les origines originales de l'œuvre remontent à l'époque du duché de Varsovie. La chanson comporte plusieurs versions, et son refrain, avec les mots « Hej, hej, les uhlans, enfants colorés » est apparu avant la Première Guerre mondiale. Pendant la Première Guerre mondiale, la chanson était populaire parmi les unités militaires polonaises du front de l'Est, et en particulier au sein du Premier Corps polonais en Russie (pl). Sous la Seconde République polonaise, la chanson était également populaire parmi les troupes de Grande-Pologne et les unités de cavalerie.
Actuellement, trois couplets sont principalement populaires :
| Nie ma takiej wioski Nie ma takiej chatki Żeby nie kochały Ułana mężatki  | Il n'y a pas de village Il n'y a pas de chaumière Où une femme mariée N'aiment pas les uhlans                     |
| Hej, hej ułani! Malowane dzieci! Niejedna panienka za Wami poleci!        | Hé, hé les uhlans ! Enfants colorés ! Plus d’une fille te suivra !                                                |
| Niejedna panienka I niejedna wdowa Za wami ułani Polecieć gotowa          | Plus d'une jeune femme Et bien des veuves Seraient prêtes, Uhlans À vous poursuivre                               |
| Babcia umierała Jeszcze się pytała Czy na tamtym świecie Ułani będziecie? | Grand-mère était en train de mourir Et elle demandait toujours Si, dans le monde d'après, Vous serez des uhlans ? |